# Basiliek van Onze-Lieve-Vrouw van Dadizele
De Basiliek van Onze-Lieve-Vrouw van Dadizele is een basiliek in de Belgische plaats Dadizele. Het is Vlaams bedevaartsoord ter ere van OLV van Dadizele. Het beeld werd vereerd met een Pauselijke kroning door Mgr. Waffelaert in 1902. Later verkreeg de bedevaartskerk per pauselijke bul de titel van basilica major is voorbehouden aan kerken in Rome. Ze is toegewijd aan Onze-Lieve-Vrouw en opgetrokken in neogotische stijl, naar ontwerp van de Engelse architect Edward Welby Pugin.
Later werden de plannen hernomen door Jean-Baptiste Bethune.

De eerstesteenlegging gebeurde op 8 september 1857 en op 1 september 1867 werd de eerste heilige mis opgedragen. Paus Leo XIII kende op 31 januari 1882 aan de kerk van Dadizele het statuut van basiliek toe: naast de Heilige Bloedkapel te Brugge, de enige basiliek in het bisdom Brugge.
De basiliek verving een 15e-eeuwse laatgotische bedevaartskerk. Ze werd gebouwd ter gelegenheid van de afkondiging van het dogmaverklaring van de Onbevlekte Ontvangenis van Maria op 8 december 1854, op initiatief van bisschop Joannes-Baptista Malou. Dadizele was reeds in de 14e eeuw een bekend bedevaartsoord.
Het 15e-eeuws albasten beeld van Onze-Lieve-Vrouw met Kind (genoemd: Onze-Lieve-Vrouw van Dadizele) is prominent in de kerk aanwezig.
De basiliek wordt druk bezocht tijdens de bedevaarten in de maanden mei en september.
Het praalgraf van de voornaamste burger van Dadizele, Jan van Veerdeghem, die beter bekend is als Jan van Dadizele, bevindt zich in de crypte van de basiliek. Hij werd in 1479 tot ridder geslagen door aartshertog Maximiliaan van Oostenrijk en werd in 1481 te Antwerpen op laffe wijze vermoord. Hij speelde een voorname rol in de beheersing van de conflicten tussen de aartshertog en de steden en tussen de aartshertog en de Franse koning Lodewijk XI.
Op 1 juli 2020 werd een nieuwe kapel ingehuldigd ter ere van een relikwie van de heilige paus Johannes Paulus II. De relikwie zijn enkele haren van Johannes Paulus. Op het retabel staat Johannes Paulus in het midden, links staat Onze Lieve Vrouw van Dadizele en rechts de basiliek. Er staan ook verschillende heiligen en symbolische figuren op zoals Moeder Teresa, Maximiliaan Kolbe, Paus Benedictus XVI, de heilige Godelieve, Broeder Isidoor,... Het altaar wordt links geflankeerd door een beeld van Moeder Teresa en rechts door een beeld van de heilige Vincentius. Aan de muur links hangt een afbeelding van de Goddelijke Barmhartigheid en aan de rechterkant een replica van de icoon van de Madonna van Czestochowa. 

## Fotogalerij

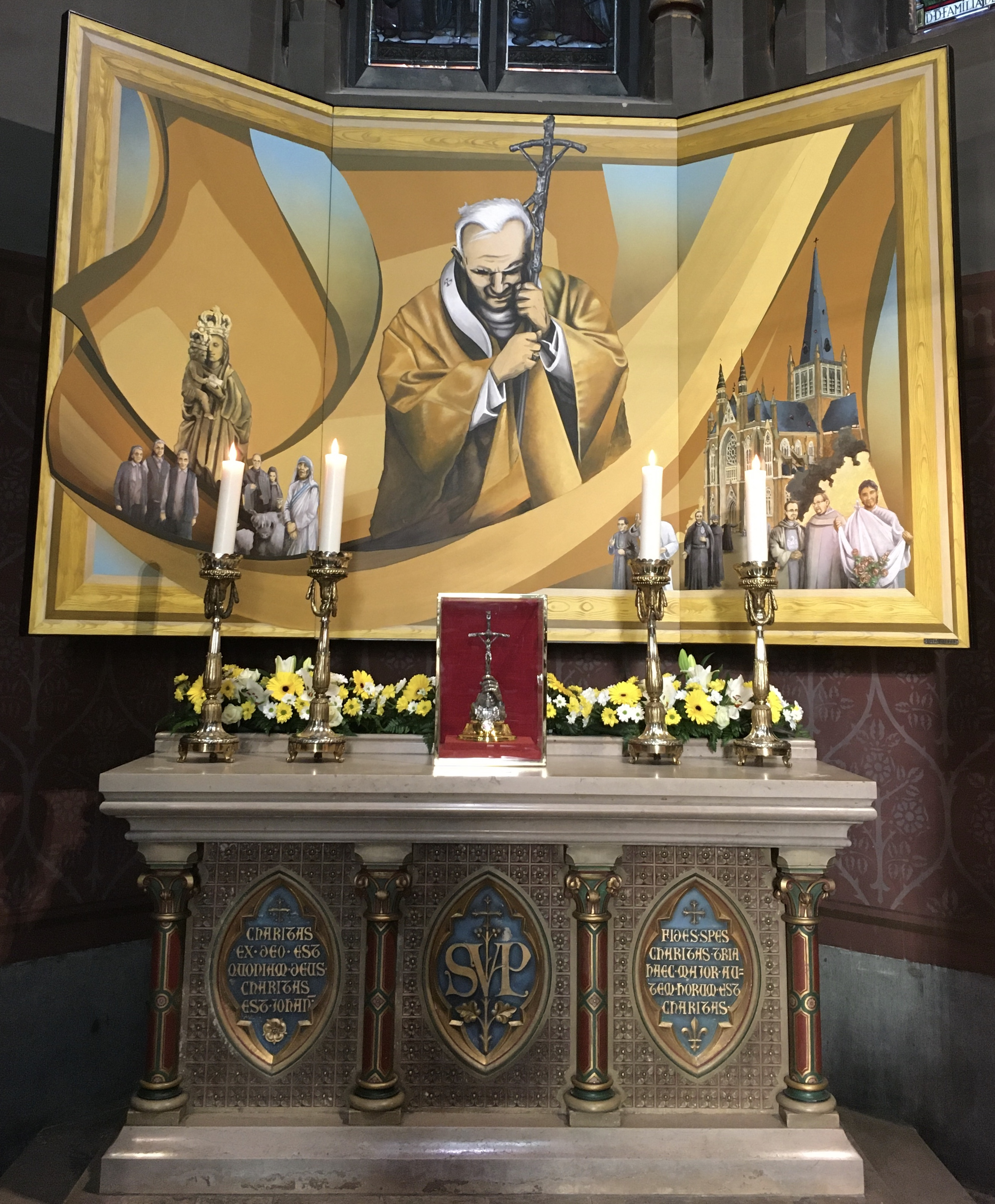
Johannes Paulus II-altaar met relikwie en retabel
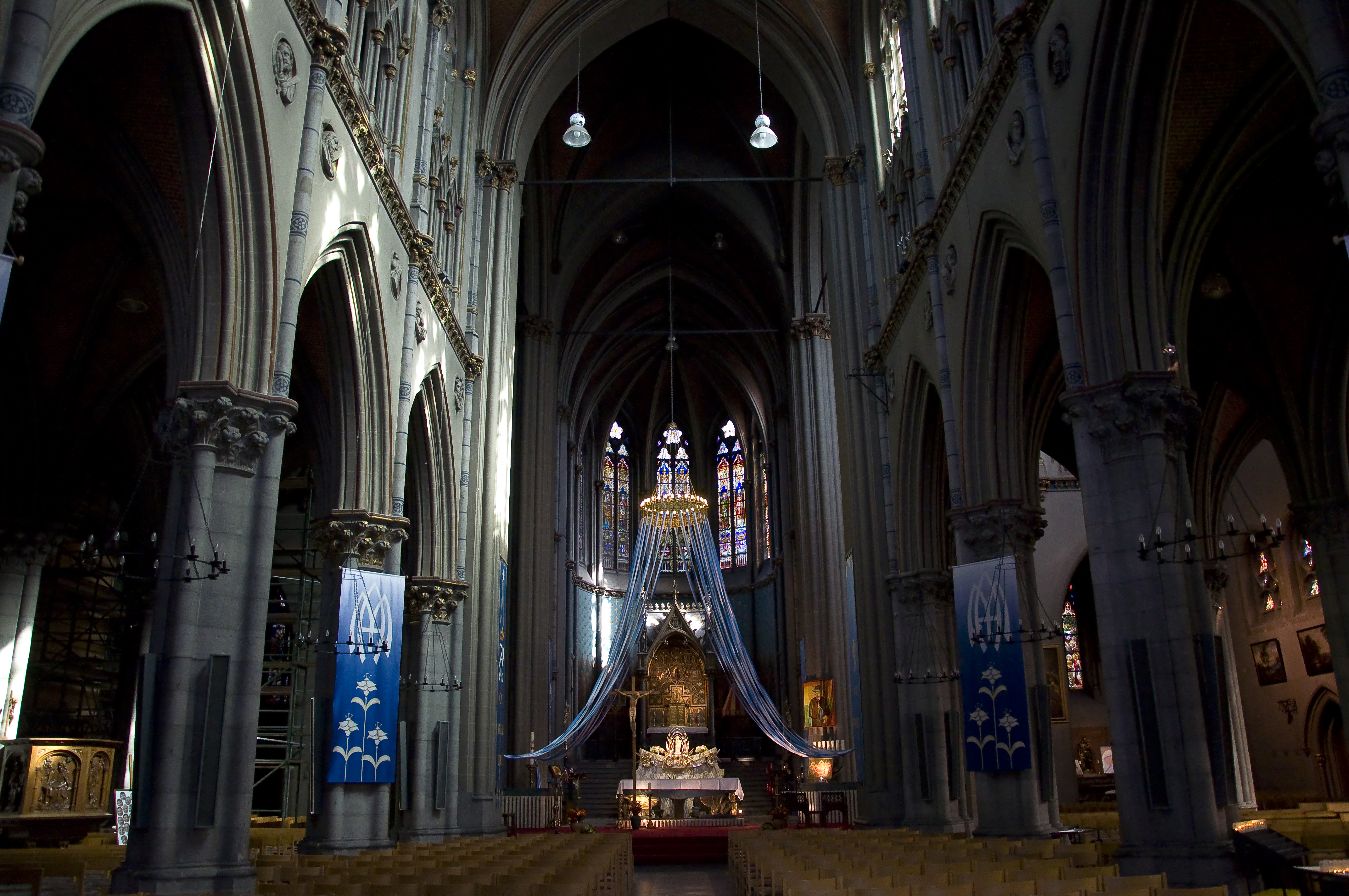
Interieur
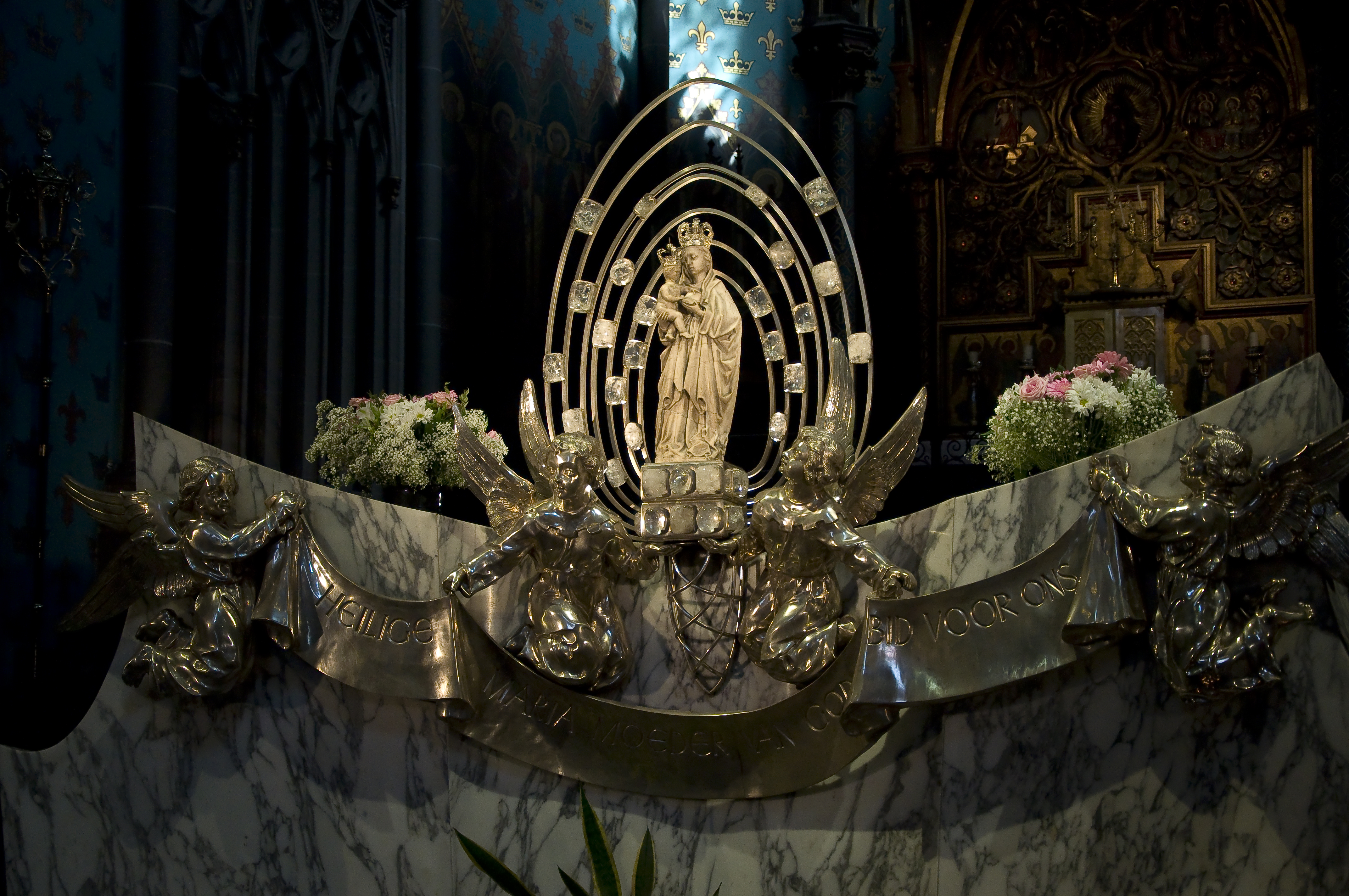
Onze-Lieve-Vrouw van Dadizele
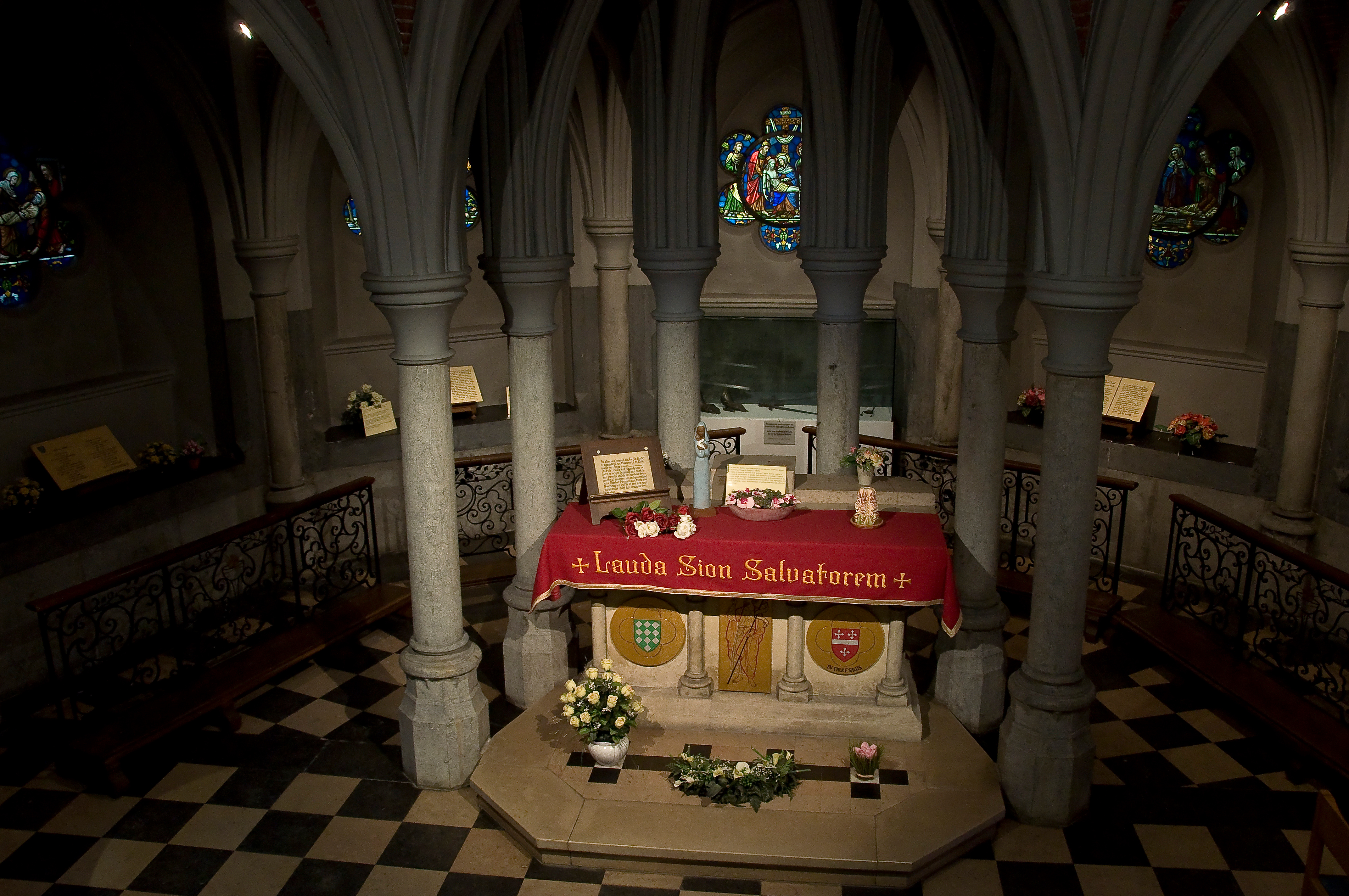
De crypte
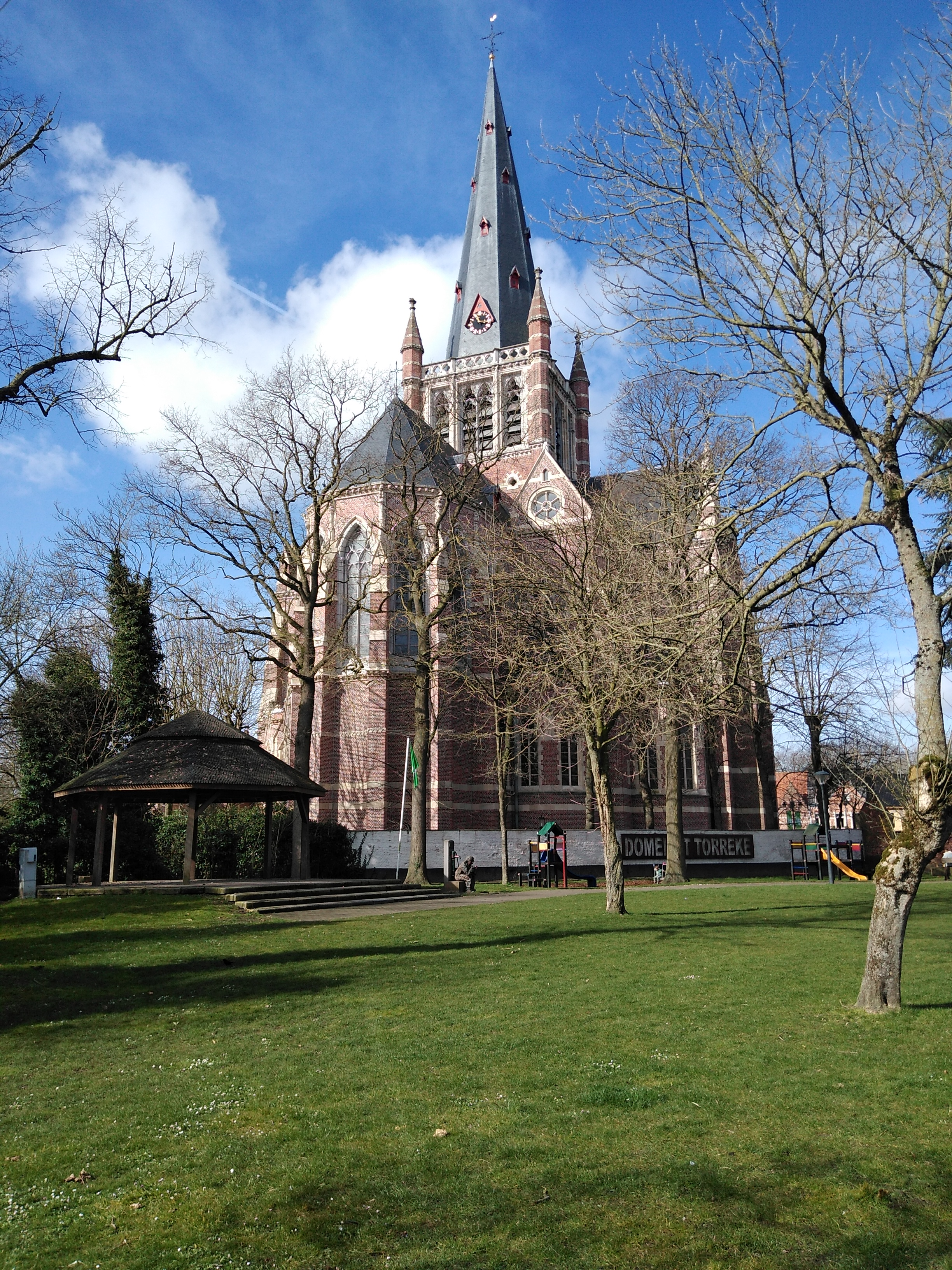
Basiliek gezien vanuit Het Torreke park
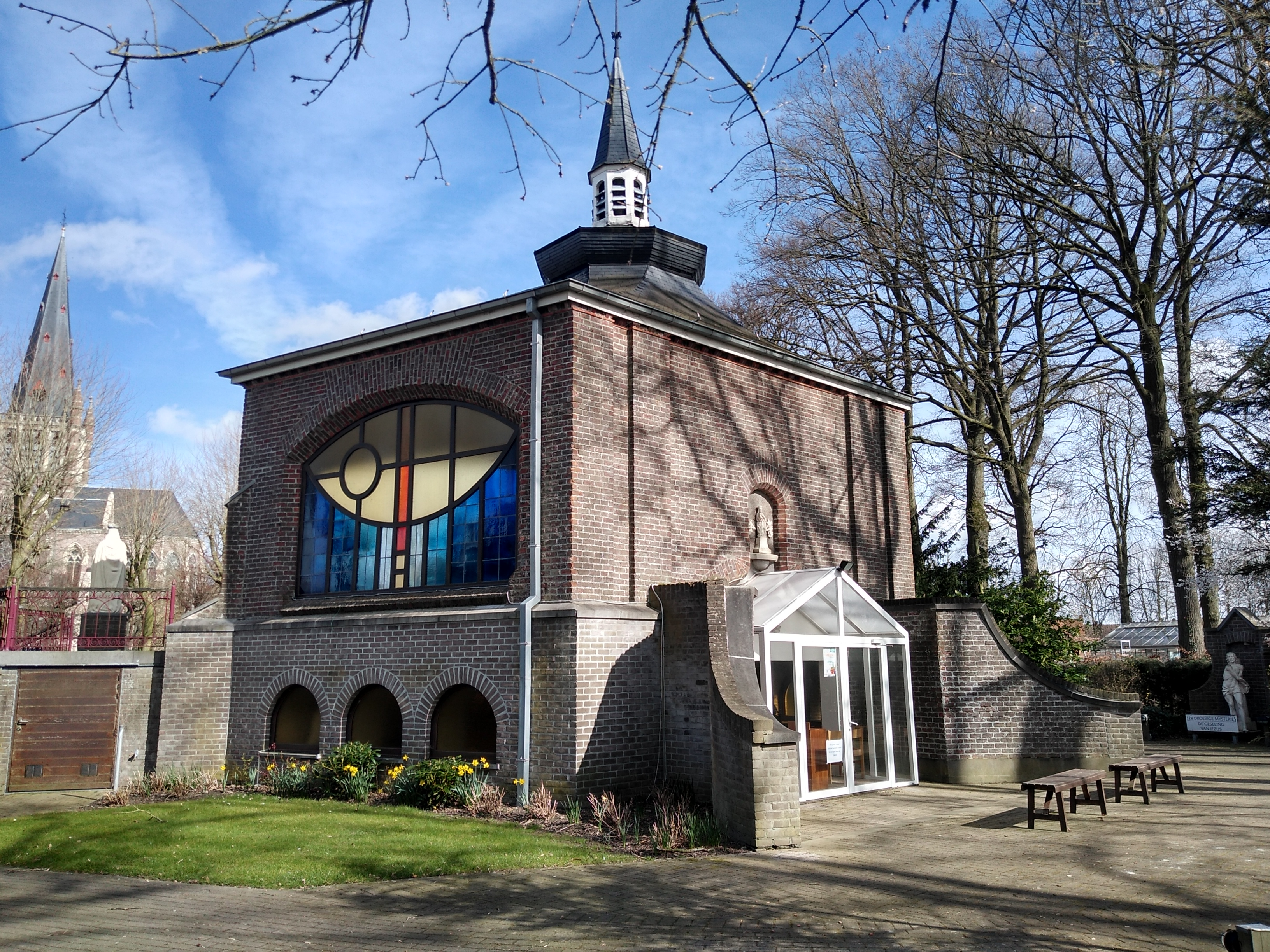
Rosarium kapel met Basiliek in de achtergrond
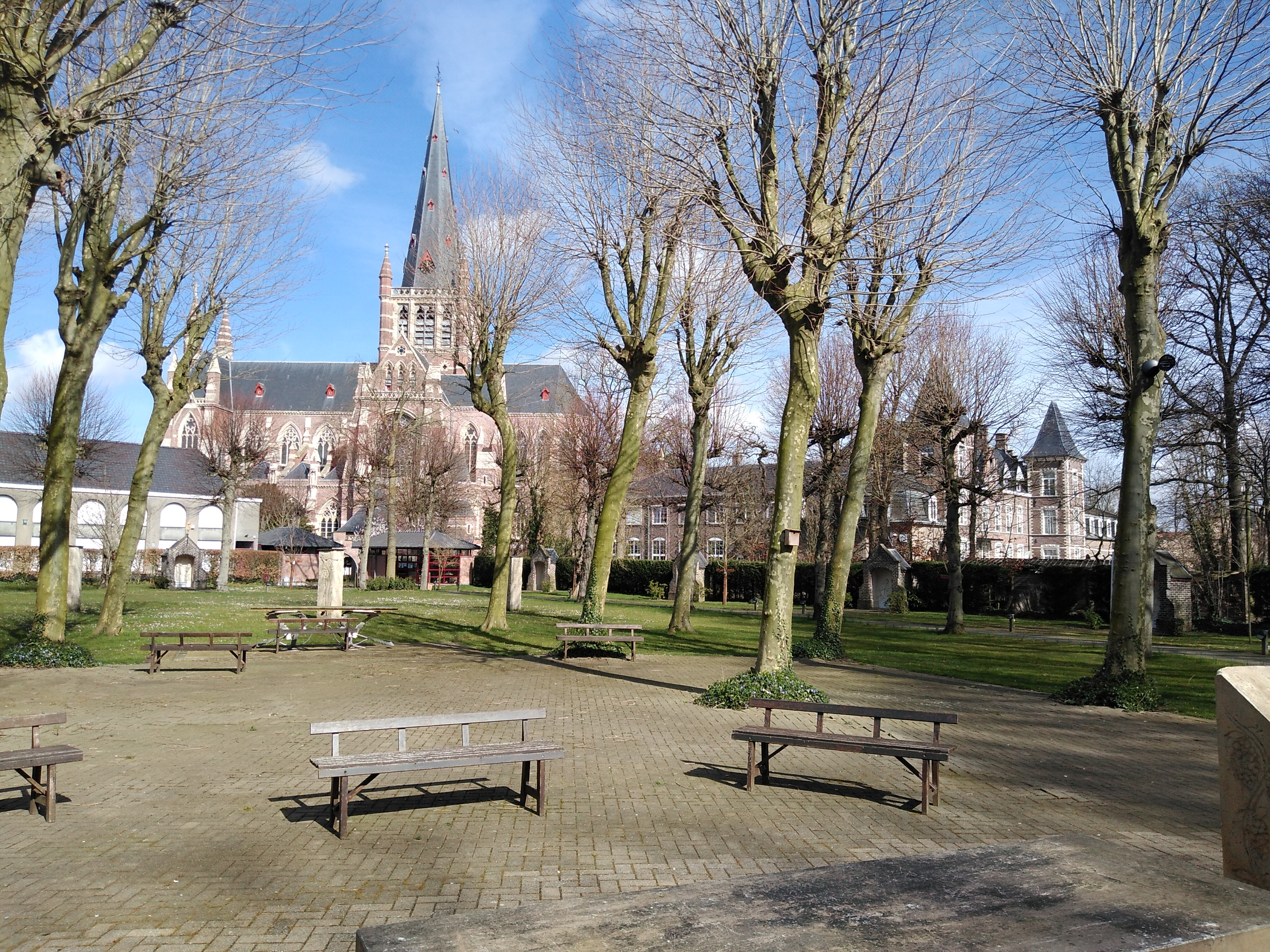
Basiliek en kasteel gezien vanuit Rosarium